# Uvarovistia bakhtiara
Uvarovistia bakhtiara är en insektsart som först beskrevs av Boris Petrovich Uvarov 1934.  Uvarovistia bakhtiara ingår i släktet Uvarovistia och familjen vårtbitare. Inga underarter finns listade i Catalogue of Life.